# Ruedi Frank
Ruedi Frank (* 12. Februar 1949 in Gippingen) ist ein ehemaliger Schweizer Radrennfahrer und nationaler Meister im Radsport.

## Sportliche Laufbahn
Frank (auch Rüdi Frank) gewann 1969 die nationale Meisterschaft im Sprint der Amateure. 1970 konnte er den Titel verteidigen. In der folgenden Saison wurde er Dritter hinter dem Sieger John Hugentobler. 1972 holte er den Titel erneut. 1972 wurde er Vize-Meister im Steherrennen hinter Benny Herger.
Auch im Strassenradsport war Frank aktiv. Er bestritt 1971 die Internationale Friedensfahrt, in deren Verlauf er ausschied. 1970 nahm er am Milk Race teil.